# Picturebook
Uzasadnienie:  dwa różne artykuły o tym samym
Picturebook (ang. obrazowa książka), termin używany zamiennie z: książka obrazkowa – gatunek literacki, w którym tekst i ilustracje współistnieją w harmonijnej relacji, tworząc spójny przekaz. Picturebooki – książki są często stosowane jako narzędzie edukacyjne, które wprowadza dzieci w świat literatury i sztuki wizualnej, a także pobudza wyobraźnię czytelników w każdym wieku. Picturebooki mogą być różnorodne pod względem formy, treści oraz stylu graficznego.

## Ujęcie terminologiczne
Terminy: książka obrazkowa i picturebook są często używane zamiennie, jednak istnieją istotne różnice w ich znaczeniu i zastosowaniu. Książka obrazkowa koncentruje się głównie na publikacjach dla dzieci z silnym naciskiem na wizualność, podczas gdy picturebook (książka obrazowa) może obejmować szerszy zakres treści i odbiorców. Termin picturebook odnosi się do specyficznego gatunku książek, które łączą elementy tekstowe i wizualne w sposób, który nie tylko uzupełnia, ale także wzbogaca przekaz narracyjny. W literaturze przedmiotu istnieją trzy wersje zapisu: picture book, picture-book i picturebook, a także wyróżnia się różne definicje tego gatunku, które zależą od perspektywy badawczej. Picturebooki można traktować jako teksty kulturowe, które są analizowane pod kątem ich funkcji społecznych, edukacyjnych oraz estetycznych.

## Typologia
Wyróżnia się dwa główne rodzaje picturebooków: narracyjne i nienarracyjne.
- Książki narracyjne zawierają tekst i ilustracje, które współpracują w celu opowiedzenia historii.
- Książki nienarracyjne z kolei mogą zawierać zarówno tekst, jak i ilustracje, ale nie muszą być skonstruowane w formie opowieści. Dodatkowo, książki mogą być beztekstowe, w których przekaz oparty jest wyłącznie na ilustracjach[7].

## Funkcje książki obrazowej/picturebooka
Picturebooki pełnią wiele istotnych funkcji:
- edukacyjną – uczą dzieci odczytywania znaków werbalnych i wizualnych, pomagają w nauce czytania oraz interpretacji znaków wizualnych.
- estetyczną – są dziełami sztuki, które zachwycają formą graficzną i treścią.
- narracyjną – opowiadają historie, które mogą być zrozumiane na różnych poziomach, w zależności od wieku czytelnika.
- kulturową – odzwierciedlają i kształtują wartości oraz normy społeczne.
- rozrywkową – są źródłem zabawy oraz inspiracji, zarówno dla dzieci, jak i dorosłych.
- interaktywną – w dobie cyfrowej (app picturebooks), aplikacje interaktywne przeznaczone na urządzenia mobline z ekranem dotykowym (tablety, smartfony). Pośród tych znaleźć można ‘ożywione’ książki, które mają swoje wcześniejsze wersje drukowane.

## Picturebook w Polsce
W Polsce picturebooki zaczęły zyskiwać popularność na początku XXI wieku. Wydawcy zaczęli stosować termin picturebook, co zainicjowało rozwój tego gatunku na rodzimym rynku. Wzrosła jakość wydania książek, a także różnorodność tematów i stylów. Mimo że w PRL-u koncepcja książki obrazkowej była mało znana, niektóre dzieła z Polskiej Szkoły Ilustracji mogą być uznawane za wczesne przykłady picturebooków. Polscy twórcy dążą do stworzenia książek, w których tekst i obraz tworzą harmonijną całość, co podkreśla rosnące zainteresowanie picturebookami jako formą sztuki.